# Henri-François Prévost
Henri François Prévost est un homme politique français né le 17 août 1743 à Clermont-Ferrand (Puy-de-Dôme) et décédé le 30 janvier 1824 au même lieu.
Président du tribunal criminel du Puy-De-Dôme, il est élu député au Conseil des Cinq-Cents le 26 germinal an VII. Rallié au coup d'État du 18 Brumaire, il est nommé juge au tribunal d'appel de Riom en 1800. Il conserve ses fonctions sous la Restauration.

## Sources
- « Henri-François Prévost », dans Adolphe Robert et Gaston Cougny, Dictionnaire des parlementaires français, Edgar Bourloton, 1889-1891 [détail de l’édition]